# Fuga para o Egito na arte

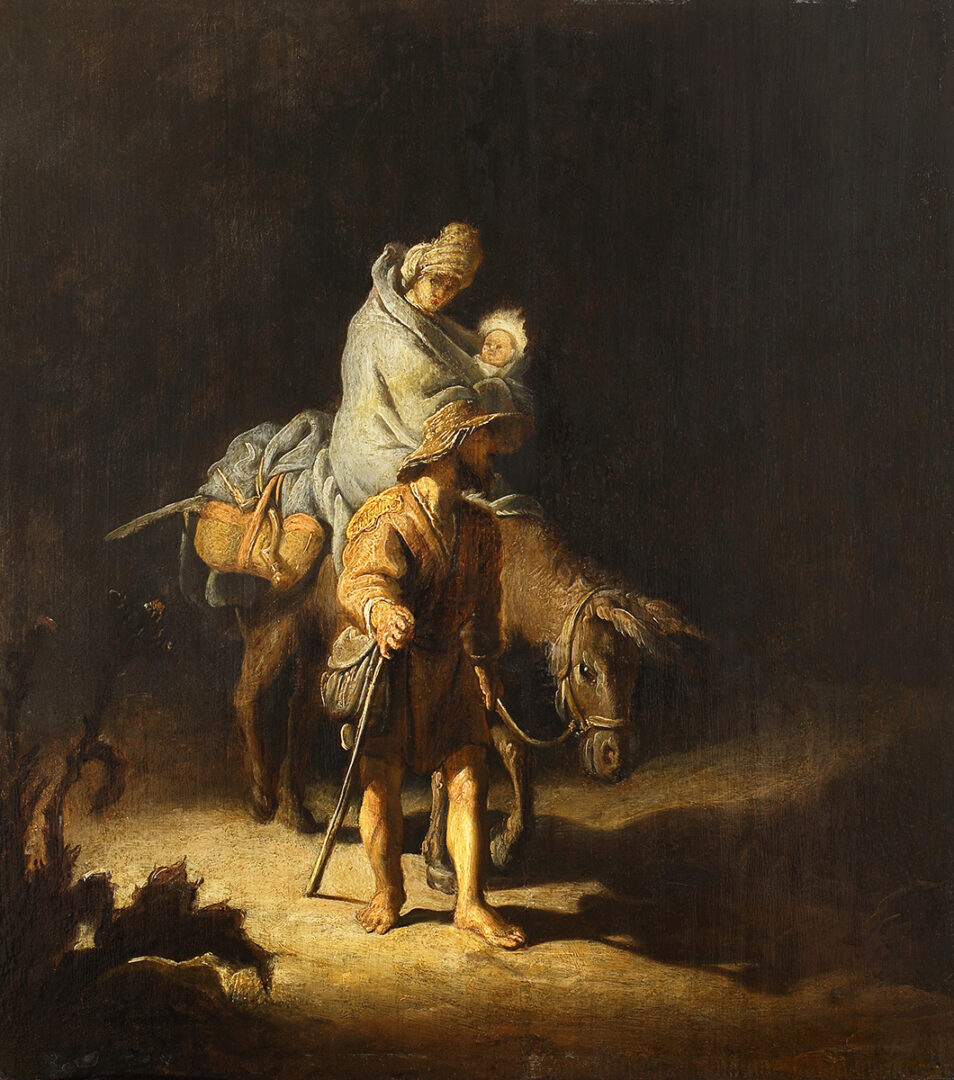
Rembrandt - Fuga para o Egito

A Fuga para o Egito e o tema correlato do Descanso na Fuga para o Egito têm sido uma inspiração recorrente para numerosos e afamados artistas no campo da arte cristã. A iconografia é muito variada embora tenham sempre elementos comuns.
A cena figurada da ¨fuga¨, propriamente dita, é a mesma, basicamente, em todas as representações: a Virgem Maria com o Menino Jesus no colo montada em um burrico e seu esposo São José os conduzindo a pé. A cena do descanso comporta várias interpretações e composição de personagens, mesmo porque esta paragem não é narrada nos escritos bíblicos, tal como a anterior o é. As cenas do ¨descanso¨ normalmente são uma pintura de paisagem. 
As obras retratam a viagem bíblica do recém-nascido Jesus Cristo, juntamente com a Virgem Maria, sua mãe, e São José, seu esposo, conforme descrito no Evangelho de Mateus (Mateus 2:13–23). O Evangelho descreve a fuga da Sagrada Família como resultado de uma visão de um anjo, que disse a José para levá-los para o Egito, já que o Rei Herodes, o Grande tinha a intensão de matar o menino (Mateus 2:13). Segundo os relatos bíblicos, o Rei Herodes mandou matar as crianças que teriam aproximadamente a idade do Menino Jesus em um episódio conhecido como Massacre dos Inocentes. O  evangelista Mateus afirma que a Sagrada Família permaneceu no Egito até a morte do Rei Herodes quando então voltaram para a Galileia e se estabeleceram em Nazaré.

#### Ver também

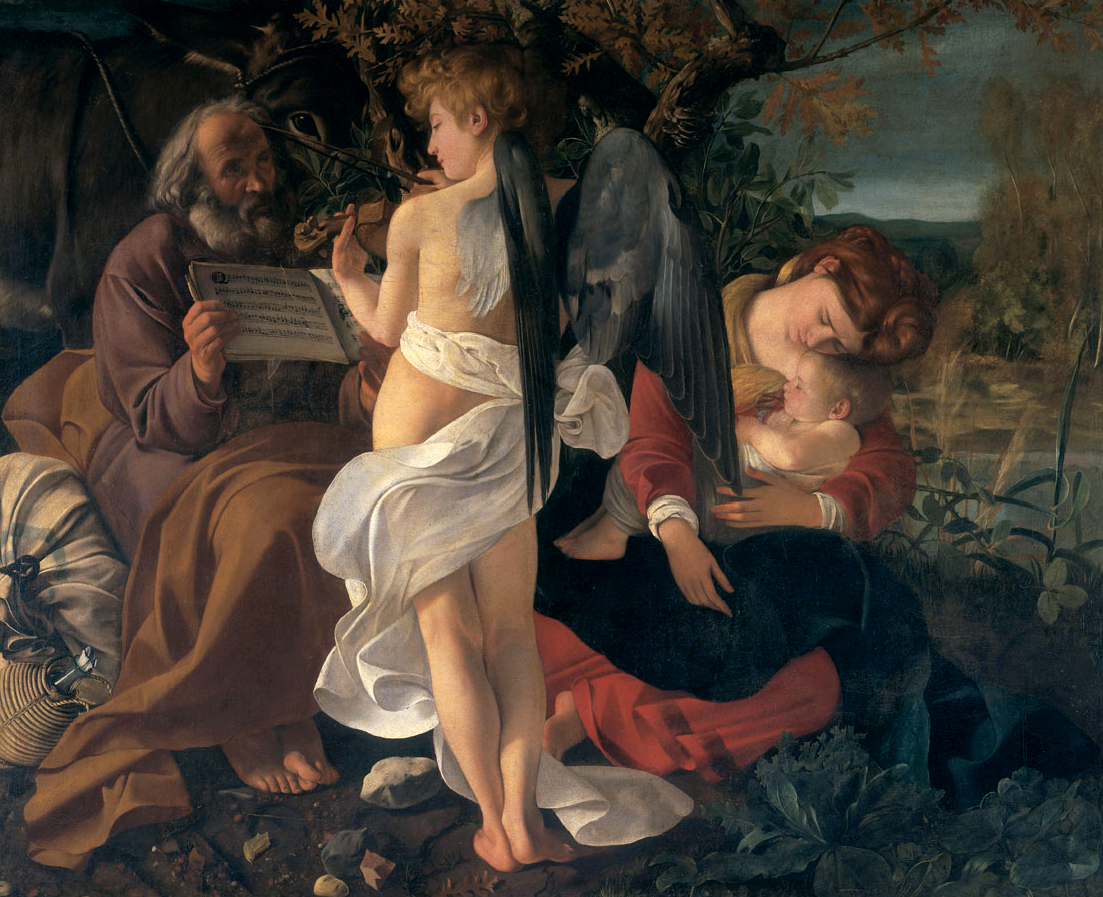
Caravaggio - Descanso na Fuga para o Egito - Galeria Doria Pamphilj, Roma

## Fuga

### Obras temáticas relacionadas
- Fuga para o Egito (Ticiano)
- Fuga para o Egito (El Greco)
- Fuga para o Egito (Elsheimer)
- Fuga para o Egito (Rembrandt)
- Fuga para o Egito (Murillo)
- Fuga para o Egito (Lorrain)
- Fuga para o Egito (Reni)
- Paisagem com a Fuga para o Egito (Bruegel)
- A Fuga para o Egito (Giotto)
- Paisagem com a Fuga para o Egito (Carracci)

## Descanso

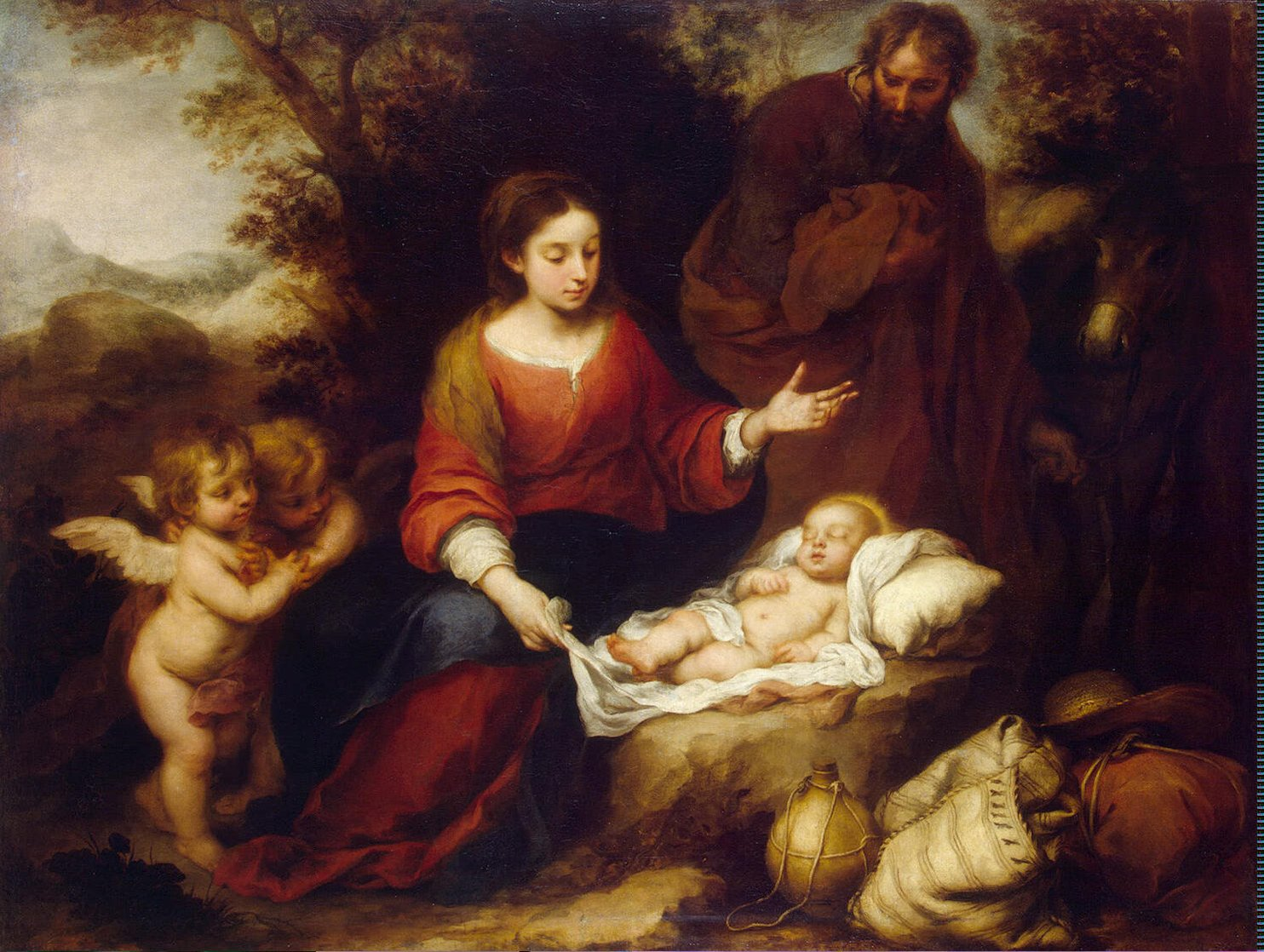
Murillo - Descanso na Fuga para o Egito

Tal qual a cena da Fuga para o Egito, as representações do Descanso na Fuga para o Egito são muitíssimo retratadas na História da Arte. Embora não exista nenhuma referência nos Evangelhos sobre tal evento, evidentemente que, em uma viagem tão longa tenham havido inúmeras paragens, mas não há descrição de nenhuma ocorrência nelas. A liberdade artística, então, se fez mais presente, sendo notável nas obras que a figuram.
Nas representações do descanso são frequentemente adicionadas nas obras diversos personagens que nas figurações da fuga, simplesmente, não participam do cenário. As figurações da fuga são mais sóbrias que as do descanso, nas quais os artistas se permitiram mais liberdade de expressão.
Em duas obras de Murillo, por exemplo, podemos notar estas diferenciações: na obra sobre a fuga (Fuga para o Egito), restritamente, o cenário é sóbrio e não há personagens adicionais; na obra sobre o descanso (Descanso na Fuga para o Egito), ele apresenta personagens adicionais.
Uma tela de Caravaggio retrata um anjo tocando violino -  um instrumento que nem sequer existia ao tempo dos acontecimentos ocorridos - para a Sagrada Família em descanso (Descanso na Fuga para o Egito (Caravaggio)).
É bem possível, então, que os artistas tenham se contido no que é o relato bíblico, explicitamente, e tenham expandido suas interpretações em um acontecimento que não faz parte das Sagradas Escrituras, mas parte de uma tradição. 

### Obras temáticas relacionadas
- Descanso na Fuga para o Egito (Bordone)
- Descanso na fuga para o Egito com São Francisco (Correggio)
- Descanso na Fuga para o Egito (Antoon van Dyck)
- Descanso na Fuga para o Egito (David, Antuérpia)
- Descanso na Fuga para o Egito (Ticiano)
- Descanso na Fuga para o Egito (Murillo)
- Descanse na Fuga para o Egito (Barocci)
- Descanso na Fuga para o Egito (Cima)